# 潞城全民健身中心
39°53′48″N 116°43′36″E / 39.89680°N 116.72676°E

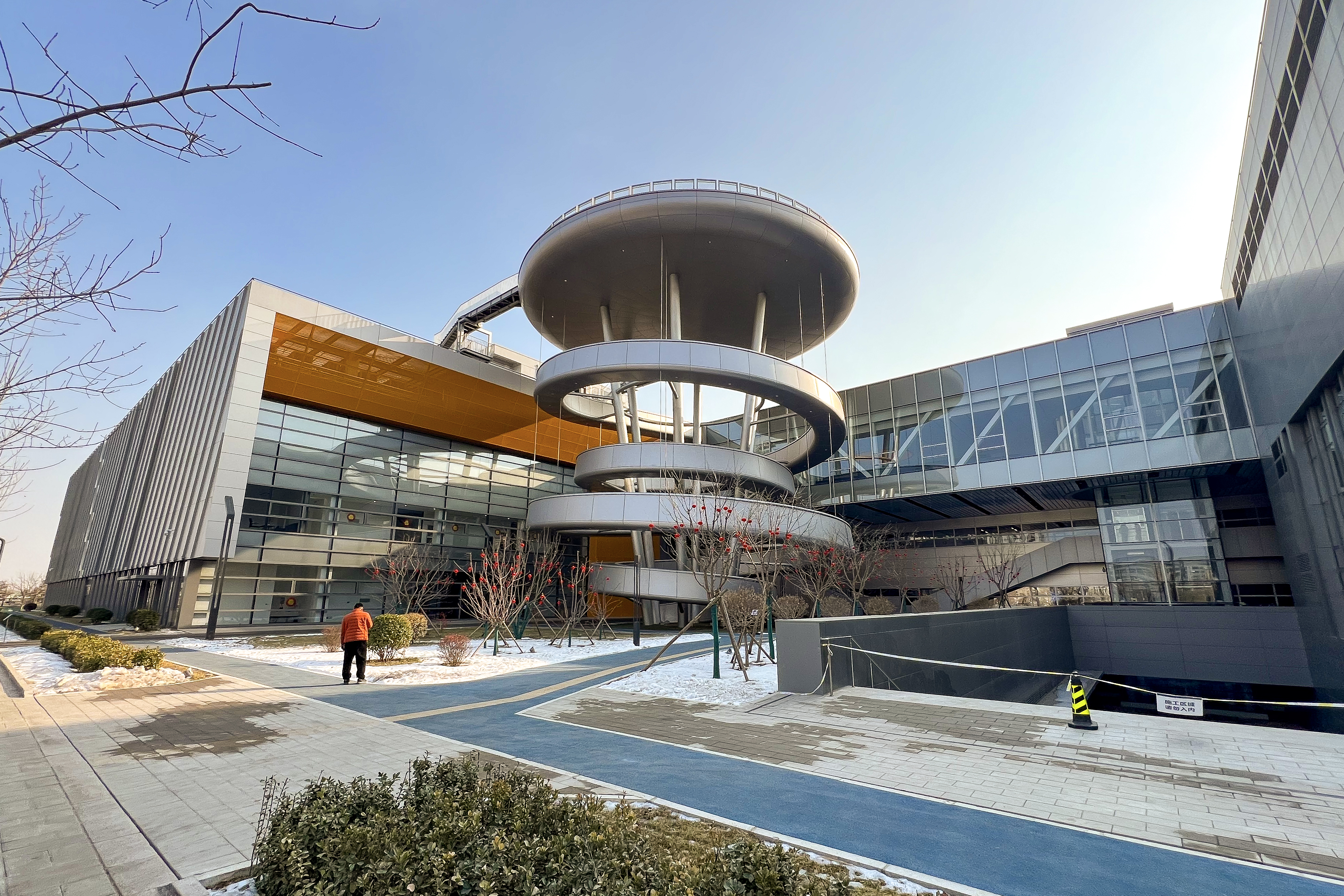
潞城全民健身中心

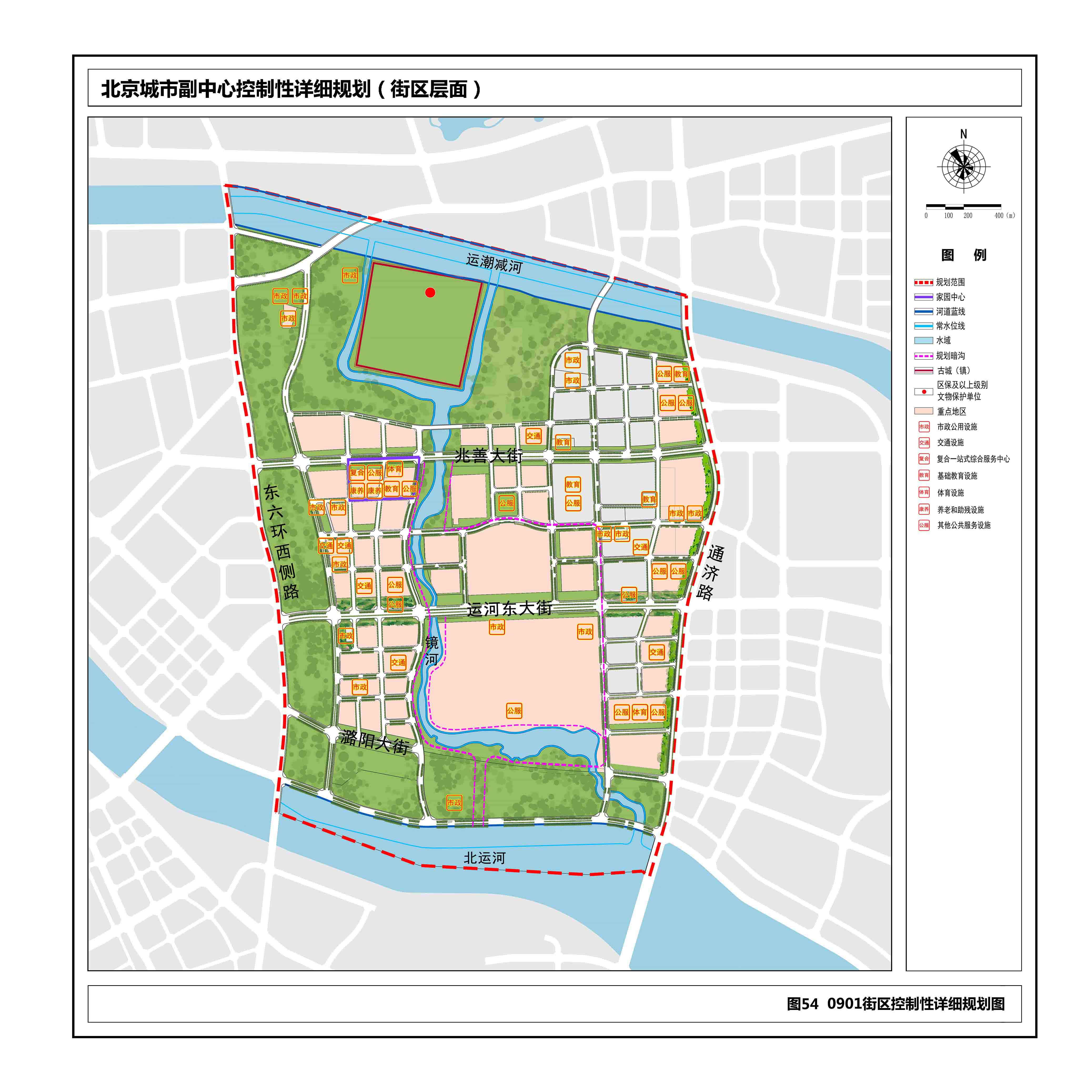
北京城市副中心行政办公区周围规划（《北京城市副中心控制性详细规划（街区层面）（2016年—2035年）》 0901街区规划图则）

潞城全民健身中心是一个在建的体育设施，位于北京市通州区潞城镇，东至通济路，南至镜澄街，西至清风路，北至尚明街。项目2023年9月11日移交至北京市体育局，2023年12月2日至3日举办首场赛事。截至2024年1月，潞城全民健身中心已有篮球馆、羽毛球馆、网球馆对外开放，旱冰场、游泳馆2024年2月初开放。
《2021年北京城市副中心重大工程行动计划项目表》中的续建项目列有潞城全民健身中心项目，申报建设规模约4.5万平方米，建设内容为篮球场、网球场、羽毛球场、乒乓球场、游泳馆及健身设施，室外运动场及附属设施。